# 悉尼北部
悉尼北部（英語：Northern Sydney）是澳大利亞新南威爾士州悉尼港及巴拉馬打河北岸地區的統稱，包括了悉尼東北、北及內西北的多個郊區，亦可細分為北岸、北部海灘及森林地區等區域。